# Grgurice
Grgurice (egykor "Grgurica vas") falu Horvátországban Zára megyében. Közigazgatásilag Posedarjéhoz tartozik.

## Fekvése
Zára központjától légvonalban 18 km-re, közúton 21 km-re északkeletre, községközpontjától légvonalban 4 km-re, közúton 6 km-re délnyugatra Dalmácia északi részén, az A1-es autópályától 1 km-re északnyugatra egy termékeny mező közepén fekszik.

## Története
A települést 1468-ban említik először, amikor a novigradi körzethez tartozott. Később "Grgurica vas" néven Islam Latinski településrésze volt. 1905-ben 58, 1991-ben 178 lakosa volt. 2011 óta számít önálló településnek, amikor 142 lakosa volt.